# Liste der bulgarischen Abgeordneten zum EU-Parlament (2014–2019)
Die Liste der bulgarischen Abgeordneten zum EU-Parlament (2014–2019) listet alle bulgarischen Mitglieder des 8. Europäischen Parlaments nach der Europawahl in Bulgarien 2014.

## Mandatsstärke der Parteien
- S&D: 4
- ALDE: 4
- EVP: 7
- EKR: 2

| Nationale Partei                                      | Mandate | Fraktion                                                                               |
| ----------------------------------------------------- | ------- | -------------------------------------------------------------------------------------- |
| Graschdani sa Ewropejsko Raswitie na Balgaria (GERB)  | 6       | Fraktion der Europäischen Volkspartei (EVP)                                            |
| Reformatorski Blok (RB)                               | 1       | Fraktion der Europäischen Volkspartei (EVP)                                            |
| Koalizija sa Balgarija (KB)                           | 4       | Fraktion der Progressiven Allianz der Sozialdemokraten im Europäischen Parlament (S&D) |
| Dwischenie sa Prawa i Swobodi (DPS)                   | 4       | Fraktion der Allianz der Liberalen und Demokraten für Europa (ALDE)                    |
| Presaredi BG 000Balgarija bes zensura (BZZ) (ab 2017) | 1       | Europäische Konservative und Reformer (EKR)                                            |
| WMRO – Balgarsko nazionalno dwischenie (WMRO)         | 1       | Europäische Konservative und Reformer (EKR)                                            |
| Gesamt                                                | 17      |                                                                                        |

## Abgeordnete
| Bild | Name               | von           | bis           | Partei | Fraktion | Anmerkungen                        |
| ---- | ------------------ | ------------- | ------------- | ------ | -------- | ---------------------------------- |
|      | Assim Ademow       | 14. Sep. 2017 | 2. Juli 2019  | GERB   | EVP      | Nachgerückt für Maria Gabriel      |
|      | Nedschmi Ali       | 1. Juli 2014  | 2. Juli 2019  | DPS    | ALDE     |                                    |
|      | Nikolaj Barekow    | 1. Juli 2014  | 2. Juli 2019  | BZZ    | EKR      |                                    |
|      | Filis Chusmenowa   | 1. Juli 2014  | 2. Juli 2019  | DPS    | ALDE     |                                    |
|      | Tomislaw Dontschew | 1. Juli 2014  | 6. Nov. 2014  | GERB   | EVP      | Nachrücker: Andrej Nowakow         |
|      | Angel Dschambaski  | 1. Juli 2014  | 2. Juli 2019  | WMRO   | EKR      |                                    |
|      | Marija Gabriel     | 1. Juli 2014  | 6. Juli 2017  | GERB   | EVP      | Nachrücker: Assim Ademow           |
|      | Ilijana Jotowa     | 1. Juli 2014  | 16. Jan. 2017 | KB     | S&D      | Nachrücker: Petar Kurumbaschew     |
|      | Andrej Kowatschew  | 1. Juli 2014  | 2. Juli 2019  | GERB   | EVP      |                                    |
|      | Petar Kurumbaschew | 17. Jan. 2017 | 2. Juli 2019  | KB     | S&D      | Nachgerückt für Iliana Yotova      |
|      | İlhan Küçük        | 1. Juli 2014  | 2. Juli 2019  | DPS    | ALDE     |                                    |
|      | Swetoslaw Malinow  | 1. Juli 2014  | 2. Juli 2019  | RB     | EVP      |                                    |
|      | Eva Maydell        | 1. Juli 2014  | 2. Juli 2019  | GERB   | EVP      |                                    |
|      | Iskra Michailowa   | 1. Juli 2014  | 2. Juli 2019  | DPS    | ALDE     |                                    |
|      | Momtschil Nekow    | 1. Juli 2014  | 2. Juli 2019  | KB     | S&D      |                                    |
|      | Andrej Nowakow     | 24. Nov. 2014 | 2. Juli 2019  | GERB   | EVP      | Nachgerückt für Tomislaw Dontschew |
|      | Georgi Pirinski    | 1. Juli 2014  | 2. Juli 2019  | KB     | S&D      |                                    |
|      | Emil Radew         | 1. Juli 2014  | 2. Juli 2019  | GERB   | EVP      |                                    |
|      | Sergei Stanischew  | 1. Juli 2014  | 2. Juli 2019  | KB     | S&D      |                                    |
|      | Wladimir Urutschew | 1. Juli 2014  | 2. Juli 2019  | GERB   | EVP      |                                    |